# Almkogel (Warscheneckgruppe)
Der Almkogel  ist ein 2116 m ü. A. hoher Berg im steirischen Teil des Toten Gebirges. Der Almkogel, auch Eisenberg genannt, ist die erste Erhebung östlich des Salzsteigjochs. Nach Norden bricht der Berg mit felsigen Flanken ins hinterste Stodertal ab, nach Süden leiten Grashänge zur Interhüttenalm. Nordöstlich vom Gipfel zieht ein schmaler Grat zum Sneslitz und weiter zur Hochsteinscharte. Im Winter ist der Gipfel von Süden aus Ziel einer Skitour. Am Gipfel befindet sich ein Gipfelkreuz mit Gipfelbuch.

## Aufstieg
Markierte Anstiege:
- Weg 209 über das Salzsteigjoch und Weg 277 zum Gipfel